# Nothobranchius rachovii

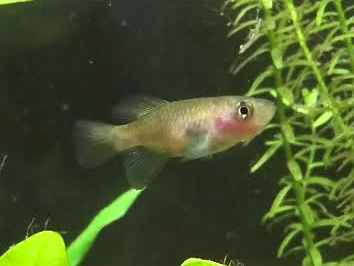
Femella

 Nothobranchius rachovii és una espècie de peix de la família dels aploquèilids i de l'ordre dels ciprinodontiformes que es troba a Àfrica: Moçambic i Sud-àfrica.
Els mascles poden assolir els 6 cm de longitud total.

## Manteniment en captivitat
Es tracta d'una espècie amb un comportament pacífic i tranquil, exceptuant entre els mascles de la pròpia espècie per la qual cosa és recomanable mantenir-los en petits grups en aquaris específics per aquests. No els agrada que hi hagi gaire corrent en l'aquari i prefereixen les zones amb abundant vegetació amb amagatalls respectant un cert espai lliure per on puguin nedar.